# Schismatoglottis jelandii
Schismatoglottis jelandii là một loài thực vật có hoa trong họ Ráy (Araceae). Loài này được P.C.Boyce & S.Y.Wong mô tả khoa học đầu tiên năm 2006.